# Dichlorure de xénon
Le dichlorure de xénon, de formule XeCl2, est un composé du chlore et du xénon. Seul chlorure de xénon  connu pour être stable, il peut être préparé par des décharges micro-ondes dans un mélange de xénon et de chlore gazeux, et isolé par un piège à condensats.
La molécule XeCl2 est généralement considérée comme constituée d'un atome de xénon lié séparément à deux atomes de chlore, mais il s'agit peut-être d'une molécule de van der Waals Xe-Cl2 (un atome de xénon lié à une molécule de dichlore par une liaison de van der Waals).